# غوس ويلسون
غوس ويلسون (بالإنجليزية: Gus Wilson)‏ (11 أبريل 1963 مانشستر المملكة المتحدة - ) هو لاعب كرة قدم بريطاني يلعب كمدافع.

## روابط خارجية
- غوس ويلسون على موقع قاعدة بيانات كرة القدم.إي يو (الإنجليزية)
- غوس ويلسون على موقع Soccerbase.com (لاعب) (الإنجليزية)